# Шаховий клуб

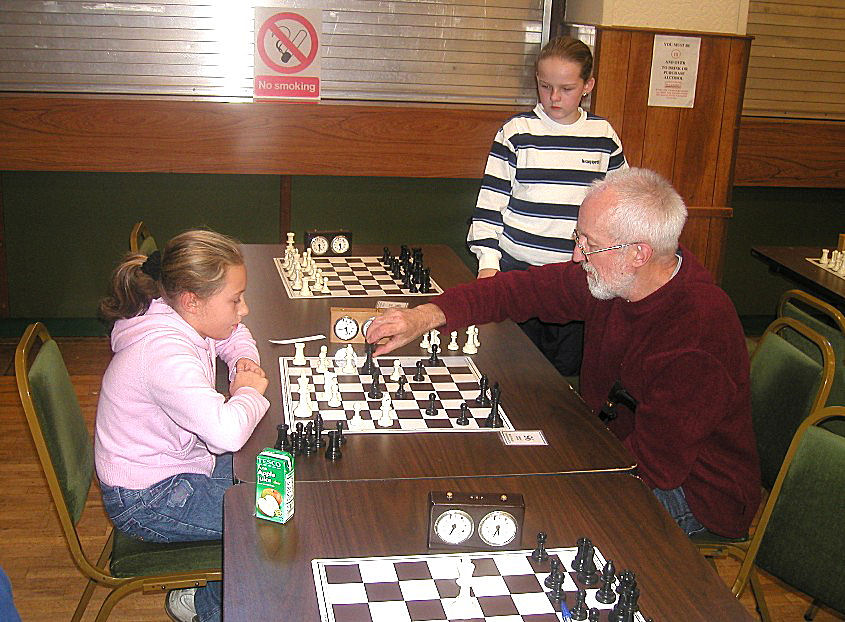
Гравці у шаховому клубі

Шаховий клуб — клуб, створений з метою гри в шахи. Шахові клуби зазвичай пропонують як неформальні, так і турнірні ігри, іноді — гру в одній з ліг. Традиційно ігри відбуваються за дошкою, віч-на-віч.

## Організація
Шахові клуби переважно є членами регіональної шахової асоціації та здійснюють свою діяльність відповідно до діючого законодавства та правил національної шахової федерації. Національна федерація, в свою чергу, є членом ФІДЕ, міжнародної організації з шахів. В клубах встановлені однакові правила та умови гри на міжнародному рівні. Більшість клубів використовує рейтингову систему ФІДЕ, або національної шахової федерації. Членство у клубі передбачає тренування більш досвідченим шахістом (тренером), можливість користування бібліотекою з шахової літератури, шаховими дошками, бланками для записів, годинниками; доступ до шахових баз даних в інтернеті. Ігри та навчання переважно проходять в обладнаних кімнатах, які можуть надаватися волонтерами, бути орендованими та утримуватися доходом клубу або членськими внесками.

## Шахові клуби в Україні
В Україні перший шаховий клуб був відкритий у Харкові у 1882 році. На теренах Галичини перший шаховий клуб з'явився у Львові у 1894 році. За радянських часів українські шахові клуби входили до складу шахової федерації СРСР. При цьому, з 1947 року українські шахові товариства, за посередництва шахової федерації СРСР, увійшли до Міжнародної шахової федерації (ФІДЕ). З 1992 року шахові клуби України входять до  Федерації шахів України.